# 马打兰王国
马打兰王国（732-1006），是8世纪到10世纪期间，位于今中爪哇的一个印度化王国。这个国家似乎非常仰赖农业和海上贸易，特别是农业。是由一位同名的拉者建立的，马打兰王国在8-9世纪时快速发展因此建造了大量的庙宇，其中便包括婆罗浮屠。大约10世纪马打兰陷入分裂，形成了佛教的桑贾亚王朝和印度教王朝，此后陷于混乱直到1016年桑贾亚王朝被三佛齐吞并，但是三年后印度教王朝的王子重夺回了领土并建立了短命的卡胡里潘王国